# 쇼나이료쿠치코엔역
쇼나이 녹지 공원역(일본어: 庄内緑地公園駅, しょうないりょくちこうえんえき)은 일본 아이치현 나고야시 니시구에 위치한 철도역이다.

## 타는 곳
상대식 승강장 2면 2선 지하역.
| 1 | ■ 쓰루마이 선 | 후시미·아카이케·도요타 시 방면 |
| 2 | ■ 쓰루마이 선 | 가미오타이·이누야마 방면       |

## 역세권 정보
- 쇼나이 녹지 공원
- CBC 자동차학교
- 쇼나이 천

## 역사
- 1984년 9월 6일: 쓰루마이 선 조신 ~ 당역간 연장 개통, 영업 개시.
- 1993년 8월 12일: 쓰루마이 선 가미오타이 역까지 연장 개통, 메이테쓰 이누야마 선과 직통운행.

## 인접역
| 나고야 지하철 ■ 쓰루마이 선     | 나고야 지하철 ■ 쓰루마이 선 | 나고야 지하철 ■ 쓰루마이 선   |
| ------------------------------- | --------------------------- | ----------------------------- |
| T 01 가미오타이 가미오타이 방면 |                             | T 03 쇼나이도리 아카이케 방면 |